# Jožef Stefan
Jožef Štefan (24. března 1835, Celovec – 7. ledna 1893, Vídeň) byl rakouský fyzik, matematik a básník slovinské národnosti.
Vystudoval gymnázium v rodném Klagenfurtu, později matematiku a fyziku na univerzitě ve Vídni, kde od roku 1858 přednášel. V roce 1863 se zde stal profesorem vyšší matematiky a fyziky, v letech v letech 1869–1870 děkanem filozofické fakulty, v letech 1876–1877 rektorem celé univerzity. Roku 1866 se stal ředitelem Ústavu experimentální fyziky ve Vídni.
Roku 1879 definoval tzv. Stefanův–Boltzmannův zákon (intenzita záření absolutně černého tělesa roste se čtvrtou mocninou termodynamické teploty zářícího tělesa). Zákon nese jméno i Stefanova žáka Ludwiga Boltzmanna, neboť ten roku 1884 definici svého učitele rozšířil. Za pomoci tohoto zákona se Stefan pokusil vypočíst teplotu na povrchu Slunce, určil ji na 5430 °C. Šlo o první vědecký výpočet teploty na Slunci. V chemii je též znám Stefanův tok, v matematice tzv. Stefanův problém (jak popsat rozložení teploty v homogenním prostředí, které prochází fázovou změnou – např. voda, která mrzne; řeší se za pomoci parciální diferenciální rovnice).
Po celý život psal též básně ve slovinštině.